# Bentheledone
Bentheledone là một chi bạch tuộc trong họ Octopodidae.

## Loài
- Bentheledone albida  (Berry, 1917)
- Bentheledone rotunda (Hoyle, 1885)